# Kate Smithová
Kathryn Elizabeth Smithová (nepřechýleně Smith; 1. května 1907, Greenville, Virginie, USA – 17. června 1986 Raleigh, Severní Karolína), ve své profesi zpěvačky označována jako Kate Smith a The First Lady of Radio, byla americká zpěvačka a kontraaltistka nejvíce známá svým provedením písně Irvinga Berlina "God Bless America".
Její kariéra v rozhlase, televizi a nahrávacích studiích překlenula pět desetiletí a vrcholu dosáhla ve 40. letech dvacátého století. Přezdívku The Songbird of the South získala díky popularitě, kterou získala během druhé světové války a přínosu k americké kultuře a patriotismu.

## Mládí
Kathryn Elizabeth Smith se narodila 1. května 1907 ve městě Greenville ve Virginii. Jejími rodiči byli Charlotte 'Lottie' Yarnell (Hanby) a William Herman Smith, vyrůstala ve Washingtonu, D.C. Její otec vlastnil podnik Capitol News Company, distribuci novin a časopisů v oblasti D.C. Byla nejmladší ze tří dcer, prostřední dcera zemřela jako nezletilá. Kathryn jako dítě nemluvila až do věku čtyř let, ale o rok později už zpívala na bohoslužbách. Když jí bylo osm let, zpívala během První světové války v armádních táborech pro americké vojáky v okolí Washingtonu. Nikdy nebrala hodiny zpěvu a měla široký rozsah dvě a půl oktávy. Její první amatérská vystoupení byla ve vaudevillových divadlech.
Jejími prvními hudebními vzory byli její rodiče: otec zpíval v pěveckém sboru Římsko-katolické církve; její matka hrála na piano v Presbyteriánské církvi.